# Vimbuch
Vimbuch ist ein Stadtteil der Stadt Bühl im Westen Baden-Württembergs, rund zehn Kilometer südwestlich von Baden-Baden.

## Geographische Lage
Vimbuch liegt rund 36 km von Karlsruhe entfernt im Landkreis Rastatt in einer von Ackerland bestimmten Landschaft.
Der Stadtteil Vimbuch liegt mit seinen circa 2800 Einwohnern in der Ebene, nur wenige Kilometer vom Fuß des Schwarzwaldes entfernt. Die zentrale Lage des Ortes – nur drei Kilometer vom Stadtzentrum entfernt und an der Anschlussstelle Bühl der A5 liegend – führte dazu, dass sich Vimbuch außergewöhnlich entwickelt hat (800 Einwohner im Jahr 1960). Große Gewerbegebiete mit mittelständischen Betrieben sorgen für viele Arbeitsplätze vor Ort.

## Geschichte
1154 wird Vimbuch als Vindtbuoch erstmals als eine der Hauptbesitzungen der Benediktinerabtei Schwarzach urkundlich erwähnt. Man vermutet, dass sich der Name aus dem Heiligennamen St. Fint(an) und „buch“ für Buchenwald zusammensetzt.
Am 1. Januar 1973 wurde Vimbuch in die Stadt Bühl eingemeindet. Gleichzeitig wechselte Vimbuch vom am selben Tag aufgelösten Landkreis Bühl in den Landkreis Rastatt.

## Politik

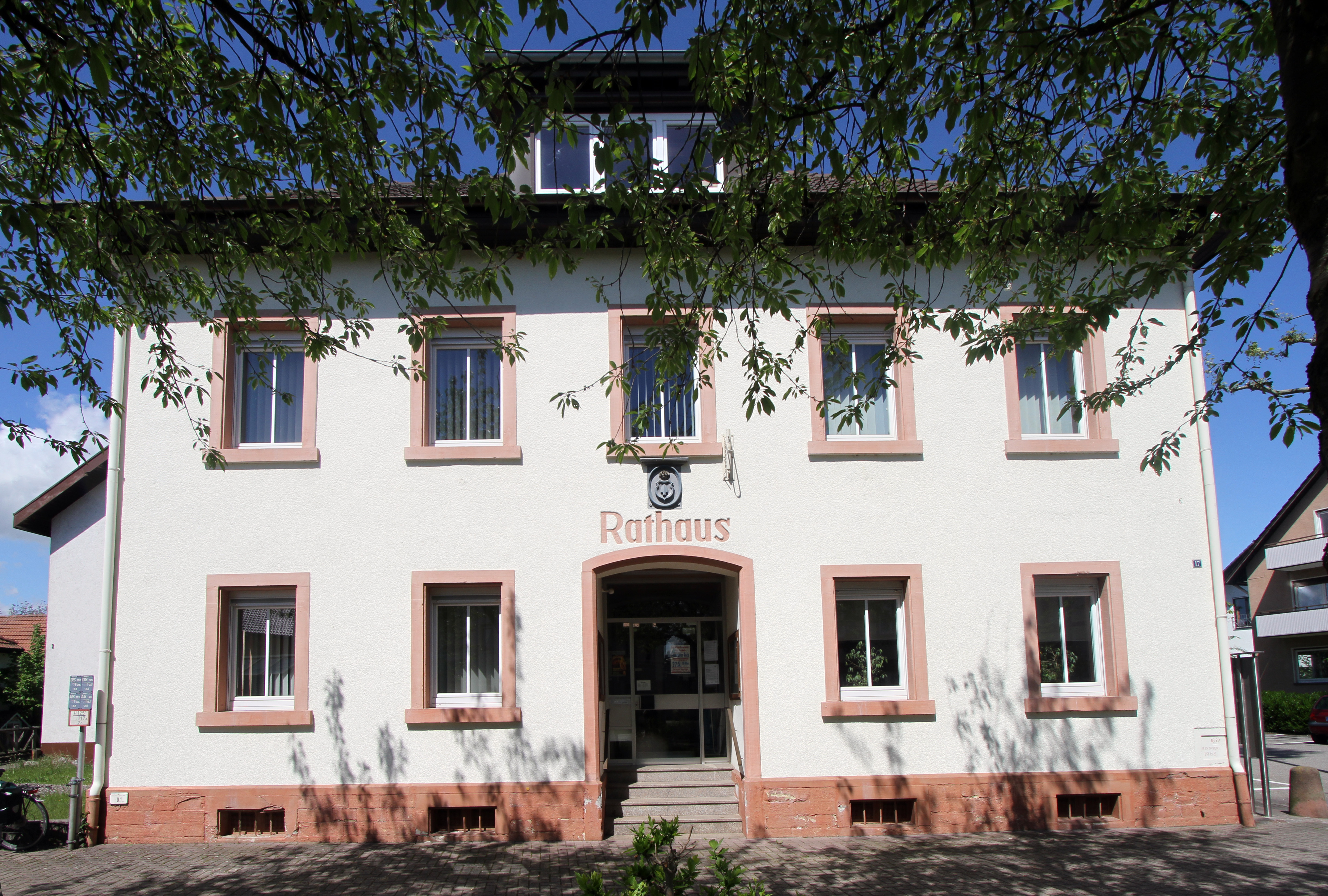
Rathaus

### Ortsvorsteher, Ortschaftsrat
Ortsvorsteher: Manuel Royal, Stellvertreter: Uwe Burkart (FW), Patric Kohler (CDU), Stefanie Stedry (SPD). Der Ortschaftsrat besteht aus 12 Personen (5 FW, 5 CDU, 2 SPD).

Ortschaftsrat: Uwe Burkard (FW), Frank Kistner (FW), Johannes Moosheimer (FW), Michael Regenold (FW), Edith Krumm (FW), Volker Leppert (CDU), Patric Kohler (CDU), Frank Lienhard (CDU), Yvonne Moretti (CDU), Thomas Schlien (CDU), Stefanie Stedry (SPD), Diane Brommer-Fissl (SPD)

### Bürgermeister bis 1972
1967 – 31. Dezember 1972: Franz Jerger

### Ortsvorsteher ab 1973
- 1. Januar 1973 – 1989: Franz Jerger
- 1989: Rolf Karais
- ????: Bernd Kölmel
- 2004 – 31. Januar 2015: Wolfgang Regenold
- 1. Juni 2015: Manuel Royal

### Wappen
Blasonierung: In Blau ein silbernes Schwert mit goldenem Griff schräggekreuzt mit einem goldenen Schlüssel. Das Wappen geht auf ein 1723 gestochenes Siegel zurück, die Farben wurden 1899 festgelegt.

## Sehenswürdigkeiten

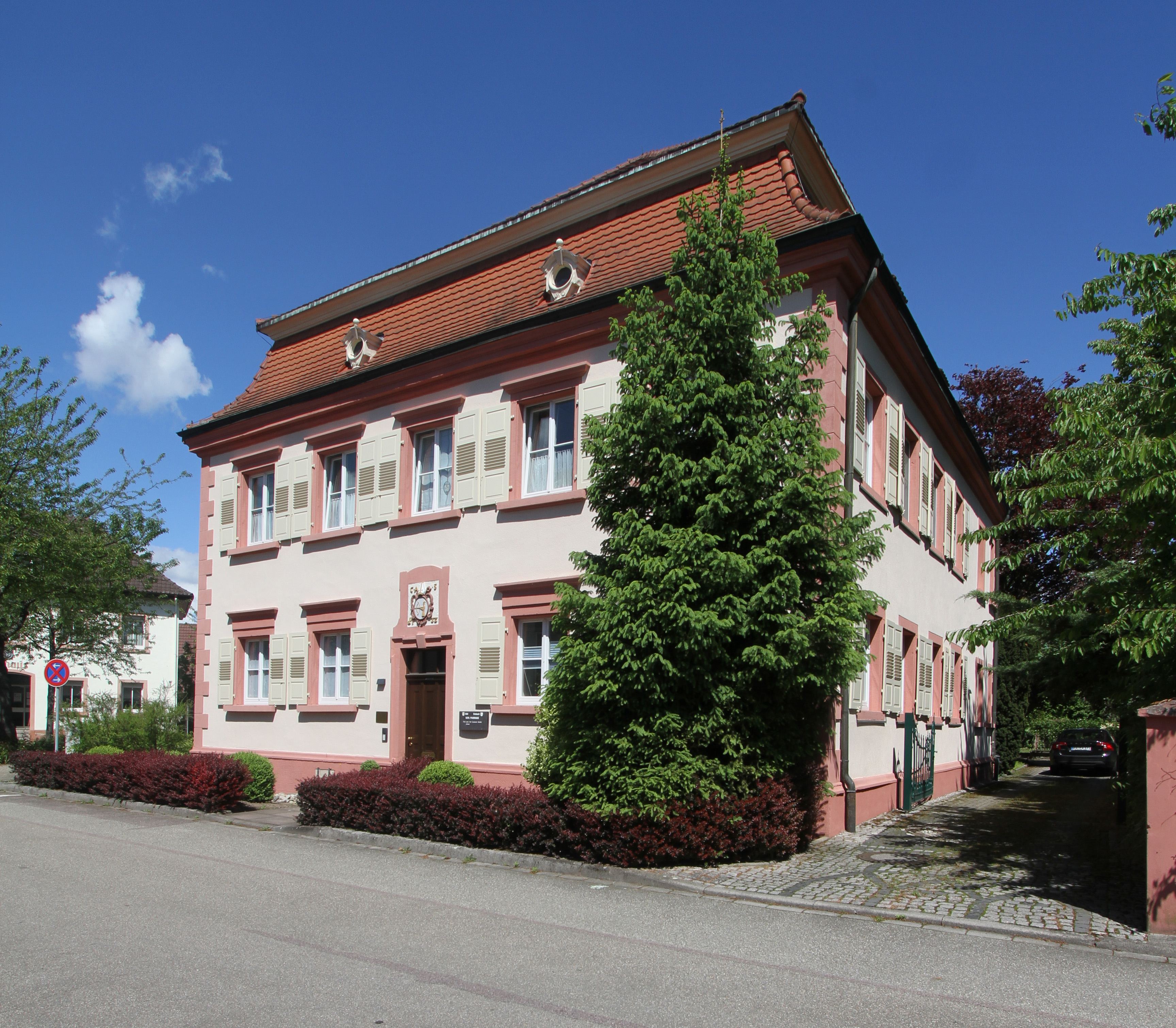
Pfarrhaus

Die Pfarrkirche St. Johannes entstand als neugotischer Kirchenbau in den Jahren 1888 bis 1891. Die Kirchenweihe nahm der damalige Erzbischof Johann Christian Roos vor. Im Innern des Sakralbaus steht unter anderem ein spätgotisches Altarretabel, das 1508 der elsässische Bildhauer Niklaus von Hagenau schuf. Es handelt sich um einen Altarschrein mit reichem Rankenwerk, drei Figurennischen mit auf Sockeln stehenden Figuren.
In der Ortsmitte befinden sich weiterhin das Rathaus, das barocke Pfarrhaus, erbaut 1732 unter Abt Coelestin Staehlin vom Kloster Schwarzach sowie der Kindergarten St. Bernhard.

## Partnerschaften
Eine Besonderheit ist die Partnerschaft mit der elsässischen Gemeinde Mommenheim. Es findet ein regelmäßiger Austausch statt. Insbesondere zu den örtlichen Festivitäten besucht man sich gegenseitig. Die Grundschule hat Kontakt mit der dortigen Schule, unterhält Briefverkehr und macht regelmäßige Besuche. Einige Vereine halten zudem Kontakt untereinander, so dass auf vielfältige Weise die deutsch-französische Freundschaft gepflegt wird. Aus Verbundenheit spenden die Freunde der Blumen aus Mommenheim alljährlich die Sommerflora für den Mommenheimer Platz, den der Obst- und Gartenbauverein am südlichen Ortseingang geschaffen hat.